# Be a Brother
Be a Brother es el tercer álbum de estudio de la Big Brother and the Holding Company, lanzado en 1970. Se caracterizó por ser el primer álbum lanzado por la banda desde la salida de Janis Joplin.
El álbum contiene diez composiciones originales incluyendo "Home on the Strange", "Mr. Natural" y "Funkie Jim". La canción "I'll Change Your Flat Tire, Merle" fue un tributo a Merle Haggard.

## Lista de canciones
Todos los temas compuestos por la Big Brother and the Holding Company; excepto donde se indica
1. "Keep On" – 4:21
2. "Joseph's Coat" (John Cipollina, Nick Gravenites) – 3:10
3. "Home on the Strange" – 2:15
4. "Someday" – 2:17
5. "Heartache People" (Nick Gravenites) – 6:36
6. "Sunshine Baby" – 3:30
7. "Mr. Natural" – 3:31
8. "Funkie Jim" – 3:47
9. "I'll Change Your Flat Tire, Merle" (Nick Gravenites) – 3:14
10. "Be a Brother" (Nick Gravenites) – 3:04